# Ольжино (Херсонская область)
Ольжино (укр. Ольжине; до 2024 года — Ольгино) — село в Высокопольской поселковой общине Бериславского района Херсонской области Украины.
Почтовый индекс — 74041. Телефонный код — 5535. Код КОАТУУ — 6521883502.

## История
Село основано в 1869 году как немецкая колония № 9, позже получила название Эйгенталь. В 1915 году на волне борьбы с немецкими топонимами в Российской империи, колония была переименована в Ольгино.

## Население
Население по переписи 2001 года составляло 419 человек.

### Языковой состав
Родной язык населения по данным переписи 2001 года:
| Язык       | Численность, чел. | Доля     |
| ---------- | ----------------- | -------- |
| Украинский | 355               | 84,72 %  |
| Русский    | 62                | 14,80 %  |
| Другое     | 2                 | 0,48 %   |
| Итого      | 419               | 100,00 % |